# Campalecium microtheca
Campalecium microtheca är en nässeldjursart som först beskrevs av Hadzi 1914.  Campalecium microtheca ingår i släktet Campalecium och familjen Lovenellidae. Inga underarter finns listade i Catalogue of Life.